# جيمس فيك
جيمس فيك (بالإنجليزية: James Vick؛ مواليد 23 فبراير 1987) هو مُقاتل فنون قتالية مختلطة أمريكي.

## وصلات خارجية
- جيمس فيك على موقع بوكس ريك (الإنجليزية) (registration required)
- جيمس فيك على موقع يو إف سي (الإنجليزية)
- جيمس فيك على موقع شيردوغ (الإنجليزية)
- جيمس فيك على موقع IMDb (الإنجليزية)
- جيمس فيك على موقع قاعدة بيانات الفيلم (الإنجليزية)